# Chiminigagua
Chiminigagua var i colombiansk mytologi en allt omfattande urtidsvarelse som först skapade ljuset i sitt inre och i dess sken frammanade världen.